# T-64
T-64 je sovětský hlavní bojový tank druhé generace. Byl vyvíjen současně s typem T-72, ale na rozdíl od něj se nikdy nevyvážel. Vyvinut byl 60. letech 20. století a sériově se vyráběl od roku 1969 nadále s spolu s tanky T-55 a T-62. Konstrukce typu T-64 je oproti T-72 složitější. Ve své době představoval novou revoluční konstrukci (nabíjecí automat, laserový dálkoměr, kompozitní pancíř, rakety odpalované skrz hlaveň kanónu apod.).

## Vznik a vývoj

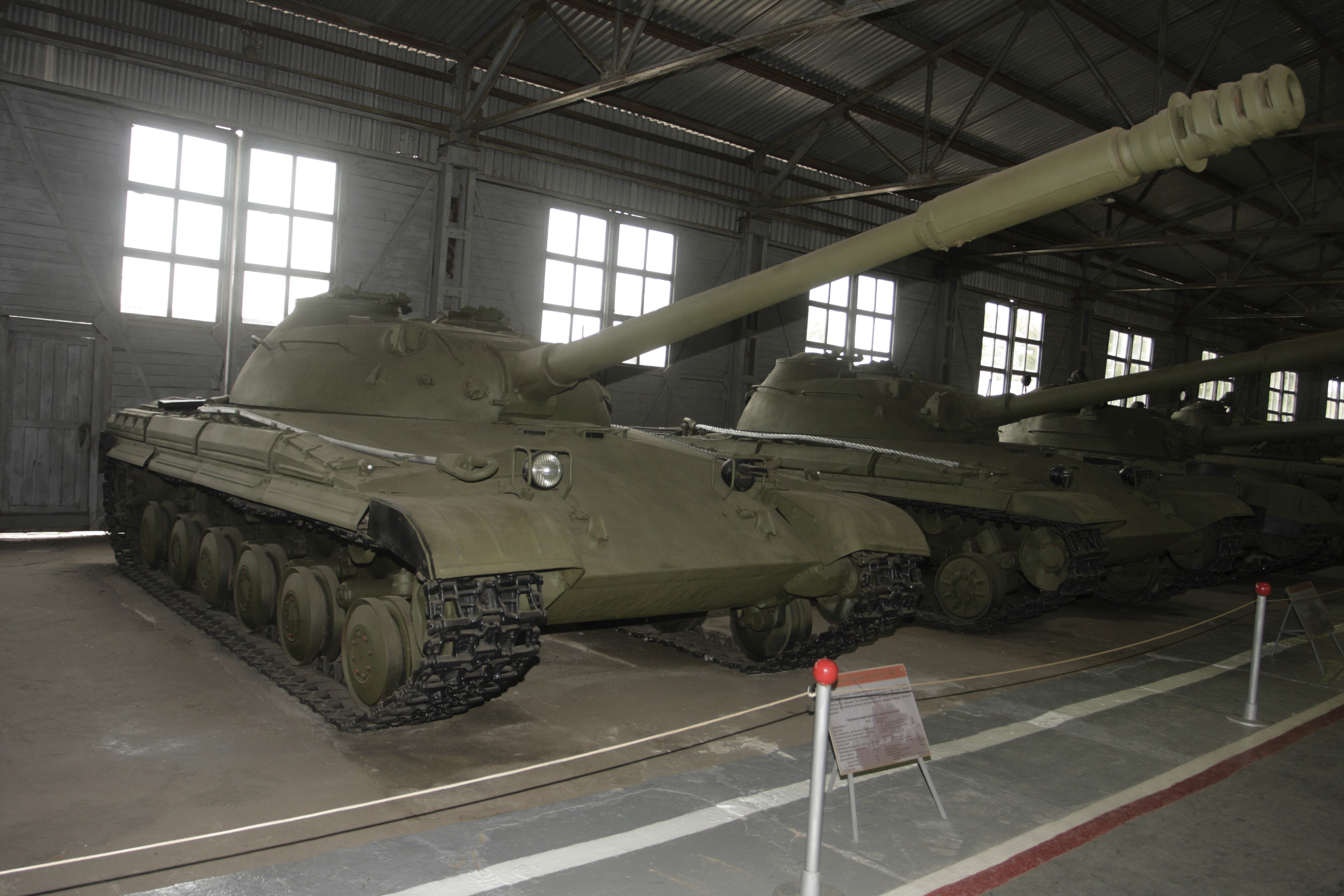
Prototyp objekt 430 v tankovém muzeu Kubinka.

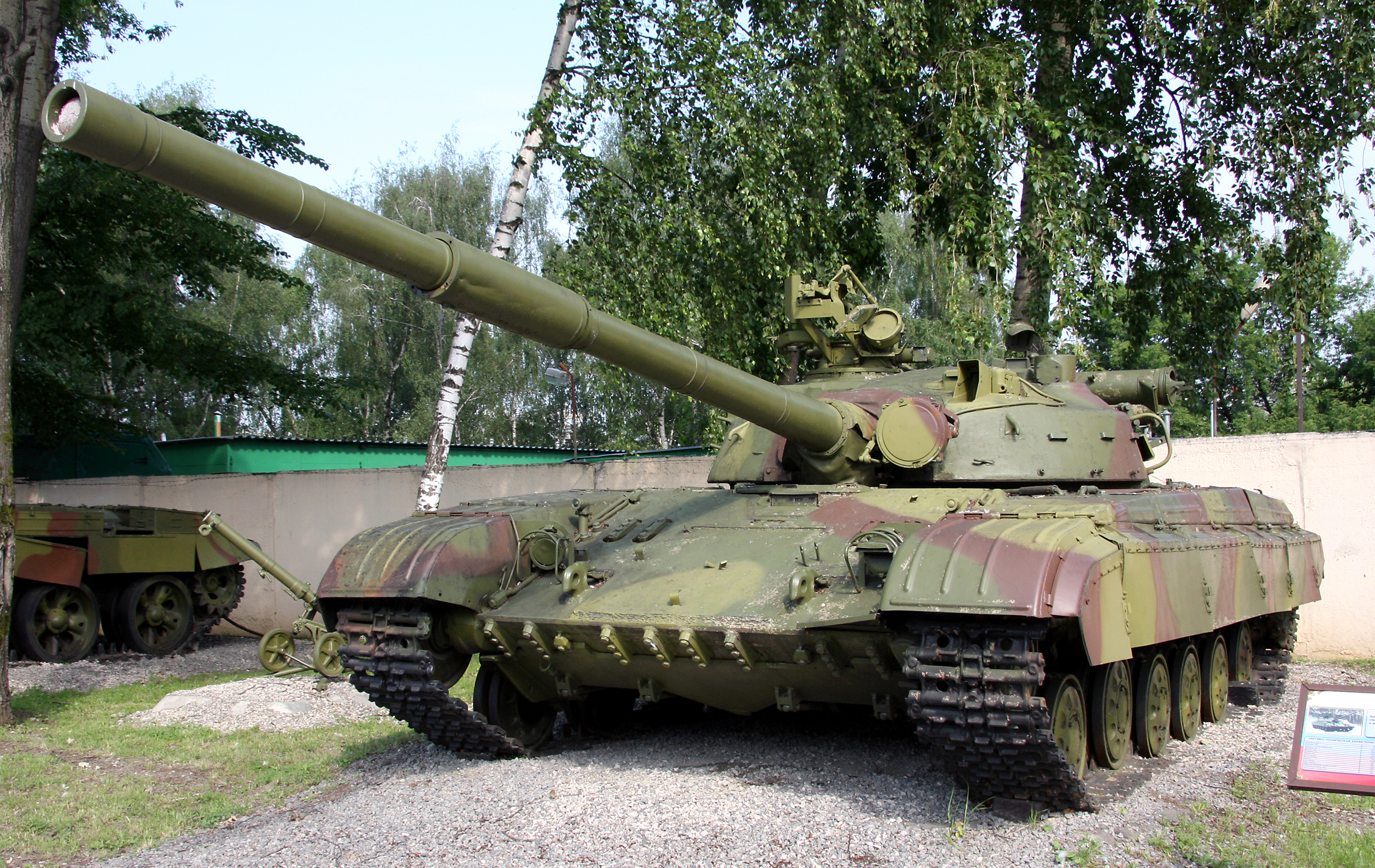
T-64A

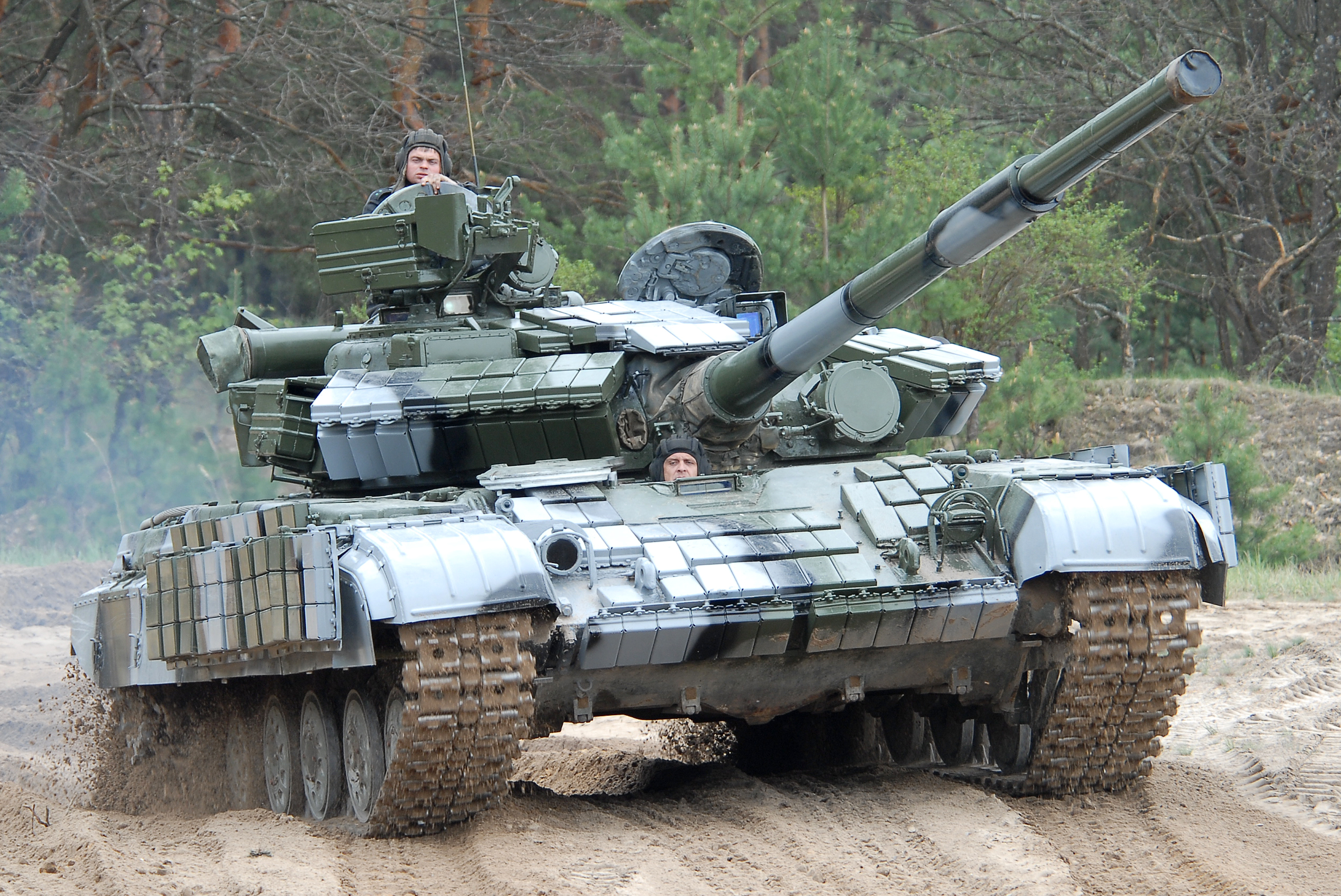
Т-64BV

Počátkem 60. let byl odpovědí na nové západní konstrukce tanků sovětský typ T-62 se 115mm kanónem s hladkým vývrtem. Tato konstrukce odvozená z tanku T-55 však nebyla považována za perspektivní. Vývojem nového tanku se v polovině 60. let 20. století zabýval kolektiv Charkovské konstrukční kanceláře závodu č. 75 pod vedením Alexandra Morozova.
Předchůdci budoucího T-64 byly prototypy Objekt 430 a 432. Prototyp T-64 byl testován v polovině 60. let 20. století. Stroj měl hmotnost 36,5 t a byl vybaven novým 115mm kanónem a vznětovým motorem o síle 700 k. Hlavní zbraň představoval kanón 2A21 (D-68) ráže 115 mm a spřažený kulomet PKT ráže 7,62 mm. Kanón měl efektivní dostřel do 2 km a jeho protipancéřové střely průbojnost 450 mm. V roce 1969 byl T-64 poprvé modernizován. Vznikla verze T-64A se 125mm kanónem a novým motorem. V roce 1976 se začala vyrábět novější verze T-64B s modernějším systémem řízení palby, zvýšenou ochranou a zadýmovacím zařízením. Modernizovaná verze T-64B je schopna z kanónu odpalovat protitankové střely AT-8. Po roce 1979 byl použit nový 125mm kanón 2А46.
Tank představuje významnou pokrokovou konstrukci ve výrobě tanků. Jako první sériově vyráběný tank v dějinách měl instalován automatický nabíječ, který zcela nahradil jednoho člena osádky, takže tank mohli obsluhovat pouze 3 členové osádky (řidič, velitel, střelec). Automatický nabíječ zvýšil kadenci palby až na 10 ran za minutu. Představoval také první sovětskou konstrukci tanku s instalovaným laserovým dálkoměrem a jako první sériově vyráběný tank měl kompozitní (vícevrstvý) pancíř.
Do výzbroje sovětských ozbrojených sil byl oficiálně zařazen 20. května 1968. Přestože nikdy nebyly spolehlivě vyřešeny problémy s novým motorem (pětiválcový dvoudobý vícepalivový boxer), samonabíjecím systémem a zavěšením podvozku, bylo jich vyrobeno přes 10 tisíc. Vyzbrojeny jím byly nejdůležitější divize (např. skupiny v NDR). Výroba T-64 byla ukončena v roce 1987.
Poslední modernizace byla vyvinuta v 90. letech pro tanky T-64 B/BV a B1/B1V. Jedná se o použití PTŘS 9M119 Refleks a vylepšený systém palby u modernizace označené T-64BM2. Druhá modernizace, označená T-64U, používá Refleksy a systém palby z T-80UD a T-84.
Ukrajina modernizovala i pohonnou jednotku. Naftový dvoutaktní boxermotor byl nahrazen spalovací turbínou.
Přestože nebyl příliš spolehlivý, je T-64 považován za velký pokrok v konstrukci tanků.

## Služba
T-64 byl nasazen do bojů za rusko-ukrajinské války na obou stranách. Dle nezávislého webu Oryx ztratila Ukrajina k listopadu 2024 dle volně dostupné fotodokumentace nejméně jeden T-64A, dva T-64B, 239 T-64BV, 68 T-64BV/2017, tři T-64B1M, 15 T-64BM Bulat, čtyři T-64BM2 Bulat a dva T-64 neznámé verze. Velké množství tanků všech verzí bylo také poškozeno nebo zajato. Rusko ztratilo dva T-64A, 72 T-64BV a dva T-64BVK.

## Uživatelé

### Současní
- Konžská demokratická republika – 25 tanků T-64BV-1 získáno v roce 2016 z Ukrajiny.[4][5]
- Doněcká LR – vícero T-64B, T-64BV a T-64BM ve službě v roce 2017.[6]
- Luhanská LR – vícero T-64B, T-64BV a T-64BM ve službě v roce 2017.[6]
- Podněstří – 18 ks T-64BV ve službě.
- Ukrajina – 2 345 ks 1995 ve službě, 2 277 v roce 2000 a 2 215 v roce 2005.[7] V současné době okolo 600 ks ve službě, přes 900 v rezervě a 100 z nich modernizováno na verzi T-64BM Bulat.
- Uzbekistán – 100 ks ve službě v roce 2017.[8]

### Bývalí
- Bělorusko – neznámý počet v 90. letech. Všechny vyřazeny.
- Kazachstán – cca 50 ks v roce 2011.[9] Všechny vyřazeny.
- Rusko – cca 4 000 ks v roce 1995. V roce 2014 mělo Rusko asi 2 000 ks, které byly vyřazeny z provozu a určeny k likvidaci podle NATO[10] a amerického ministerstva zahraničí.Některé zůstaly v rezervách.
- Sovětský svaz – ve službě u nástupnických zemí.